# 30. ceremonia wręczenia nagród David di Donatello
30. ceremonia wręczenia włoskich nagród filmowych David di Donatello odbyła się 24 maja 1985 roku w Kapitolu w Rzymie.

## Laureaci i nominowani
Laureaci nagród wyróżnieni są wytłuszczeniem.

### Najlepszy film
- Carmen, reż. Francesco Rosi
- Chaos (Kaos), reż. Paolo i Vittorio Taviani
- Uno scandalo perbene, reż. Pasquale Festa Campanile

### Najlepszy debiutujący reżyser
- Luciano De Crescenzo - Così parlò Bellavista
- Francesca Comencini - Pianoforte
- Francesco Nuti - Casablanca, Casablanca

### Najlepszy reżyser
- Francesco Rosi - Carmen
- Pupi Avati - Impiegati
- Paolo i Vittorio Taviani - Chaos (Kaos)

### Najlepszy reżyser zagraniczny
- Miloš Forman - Amadeusz (Amadeus)
- Sergio Leone - Dawno temu w Ameryce (Once Upon a Time in America)

### Najlepszy scenariusz
- Paolo Taviani, Vittorio Taviani i Tonino Guerra - Chaos (Kaos)
- Pupi Avati i Antonio Avati - Nas troje (Noi tre)
- Suso Cecchi D’Amico - Uno scandalo perbene

### Najlepszy scenariusz zagraniczny
- Woody Allen - Danny Rose z Broadwayu (Broadway Danny Rose)

### Najlepszy producent
- Giuliani G. De Negri i Fulvio Lucisano - Chaos (Kaos)
- Gaumont - Carmen
- Raiuno - Uno scandalo perbene

### Najlepsza aktorka
- Lina Sastri - Sekrety (Segreti segreti)
- Giuliana De Sio - Uno scandalo perbene
- Lea Massari - Sekrety (Segreti segreti)
- Julia Migenes - Carmen

### Najlepszy aktor
- Francesco Nuti - Casablanca, Casablanca
- Ben Gazzara - Uno scandalo perbene
- Michele Placido - Sycylijski łącznik (Pizza Connection)

### Najlepsza aktorka drugoplanowa
- Marina Confalone - Così parlò Bellavista
- Valeria D’Obici - Uno scandalo perbene
- Ida Di Benedetto - Sycylijski łącznik (Pizza Connection)

### Najlepszy aktor drugoplanowy
- Ricky Tognazzi - Aurora (Qualcosa di biondo)
- Ruggero Raimondi - Carmen
- Paolo Bonacelli - Nic tylko płakać (Non ci resta che piangere)

### Najlepszy aktor zagraniczny
- Tom Hulce - Amadeusz (Amadeus)

### Najlepsza aktorka zagraniczna
- Meryl Streep - Zakochać się (Falling in Love)

### Najlepsze zdjęcia
- Pasqualino De Santis - Carmen

### Najlepsza muzyka
- Carlo Savina - Sycylijski łącznik (Pizza Connection)

### Najlepsza scenografia
- Enrico Job - Carmen

### Najlepsze kostiumy
- Enrico Job - Carmen

### Najlepszy montaż
- Ruggero Mastroianni - Carmen

### Najlepszy film zagraniczny
- Amadeusz (Amadeus), reż. Miloš Forman

### Nagroda David Luchino Visconti
- Rouben Mamoulian
- István Szabó

### Nagroda Premio Alitalia
- Francesco Rosi

### Nagroda David René Clair
- Wim Wenders

### Nagroda specjalna
- Italo Gemini
- Sandro Pertini